# Mieszanina
Mieszanina – układ dwóch lub więcej pierwiastków lub związków chemicznych zmieszanych z sobą w dowolnym stosunku i wykazujących swoje indywidualne właściwości.

## Aspekt chemiczny
Mieszaninę zasadniczo dzieli się na fazę dyspergującą (inaczej rozpraszającą, czyli otoczenie, w jakim następuje rozproszenie) i fazę zdyspergowaną (substancję rozproszoną). W roztworach fazą dyspergującą jest rozpuszczalnik, a zdyspergowaną rozpuszczona substancja.

### Rodzaje mieszanin
Wyróżnia się dwa rodzaje mieszanin:
- mieszaniny jednorodne, homogeniczne, czyli roztwory, na przykład stopy metali, benzyna, solanka, ocet, roztwory wodne soków, powietrze. Wzrokowe określenie składu mieszaniny jednorodnej jest zazwyczaj niemożliwe.
- mieszaniny niejednorodne, heterogeniczne, na przykład opiłki metalu zmieszane z cukrem, piasek z wodą, zaprawa murarska, kawa mielona z wodą, groch z fasolą. Składniki mieszanin niejednorodnych można często określić bez pomocy aparatury analitycznej.

Podział na mieszaniny jednorodne i niejednorodne jest umowny, a granice pomiędzy nimi nie są wyznaczone w sposób ścisły (dotyczy to zwłaszcza koloidów) – zależy on od wielkości cząstek w poszczególnych fazach.

### Sposoby rozdzielania mieszanin
- sączenie i filtracja
- odparowanie
- ekstrakcja
- sedymentacja
- destylacja i rektyfikacja
- krystalizacja
- chromatografia
- elektroforeza
- wymiana jonowa
- adsorpcja
- flotacja
- osmoza
- rozdział grawitacyjny

## Aspekt prawny
Pojęcie mieszanina jest jednym z podstawowych pojęć używanych w aktach prawnych Unii Europejskiej dotyczących bezpieczeństwa używania, oznakowania, klasyfikacji chemikaliów. W unijnym rozporządzeniu CLP (dotyczącym klasyfikacji oznakowania i pakowania chemikaliów) mieszanina jest zdefiniowana jako mieszanina lub roztwór składające się z dwóch lub większej liczby substancji. W rozporządzeniu UE REACH (dotyczącym rejestracji chemikaliów) mieszanina opisuje natomiast (prawie tożsame z mieszaniną) pojęcie preparat.
Rozróżnienie pomiędzy mieszaniną a substancją jest szczególnie ważne w aspekcie rozporządzenia CLP, które przewiduje różne okresy przejściowe (inne dla substancji, inne dla mieszanin) we wdrażaniu zmian.